# Musiques de Gundam Seed
Cet article liste les albums et single associés aux séries d'anime Mobile Suit Gundam SEED et Gundam Seed Destiny.

## Bande originale

### Mobile Suit Gundam SEED ORIGINAL SOUNDTRACK I
Mobile Suit Gundam SEED ORIGINAL SOUNDTRACK I est le premier album issu de la bande originale de Mobile Suit Gundam SEED.
Catalog Number
VICL-61000
Toute la musique est composée par Toshihiko Sahashi excepté celles précisées..
| No  | Titre                                                                       | Paroles      | Musique | Artiste                  | Durée |
| --- | --------------------------------------------------------------------------- | ------------ | ------- | ------------------------ | ----- |
| 1.  | Sans titre (翔べ! SEED Fly! Seed)                                           |              |         |                          |       |
| 2.  | Sans titre (あんなに一緒だったのに Although We Are Always Together TV-SIZE) |              |         | See-Saw                  |       |
| 3.  | Sans titre (GUNDAM出撃 Gundam Launching)                                    |              |         |                          |       |
| 4.  | Sans titre (敵地への潜入 Sneaking Into Enemy Territory)                     |              |         |                          |       |
| 5.  | Sans titre (決心 Determination)                                             |              |         |                          |       |
| 6.  | Sans titre (焦り Impatience)                                                |              |         |                          |       |
| 7.  | Sans titre (浅い眠り Shallow Sleep)                                         |              |         |                          |       |
| 8.  | Sans titre (窮地 Dilemma)                                                   |              |         |                          |       |
| 9.  | Sans titre (敵前の迷い Lost in the Presence of the Enemy)                   |              |         |                          |       |
| 10. | Sans titre (哀しみ Sorrow)                                                  |              |         |                          |       |
| 11. | Sans titre (微かな不安 Subtle Unrest)                                       |              |         |                          |       |
| 12. | Sans titre (進撃 Charge)                                                    |              |         |                          |       |
| 13. | Sans titre (落胆 Disappointment)                                            |              |         |                          |       |
| 14. | Sans titre (平和な星 Star of Peace)                                         |              |         |                          |       |
| 15. | Sans titre (ザフトの陰謀 ZAFT's Conspiracy)                                 |              |         |                          |       |
| 16. | Sans titre (射程距離 Firing Range)                                          |              |         |                          |       |
| 17. | Sans titre (涙 Tears)                                                       |              |         |                          |       |
| 18. | Sans titre (戦闘態勢 Fighting Mode)                                         |              |         |                          |       |
| 19. | Sans titre (虚無 Emptiness)                                                 |              |         |                          |       |
| 20. | Sans titre (予感 Premonition)                                               |              |         |                          |       |
| 21. | Sans titre (敵の威圧感 Intimidating the Enemy)                              |              |         |                          |       |
| 22. | Sans titre (出撃準備 Preparing to Sortie)                                   |              |         |                          |       |
| 23. | Sans titre (回想 Reminiscence)                                              |              |         |                          |       |
| 24. | Sans titre (裂かれた友情 Broken Friendship)                                 |              |         |                          |       |
| 25. | Sans titre (悲愴 Sombre)                                                    |              |         |                          |       |
| 26. | Sans titre (星への祈り Prayer to the Stars)                                 |              |         |                          |       |
| 27. | Sans titre (永遠への瞬間 Eternal Moment)                                    |              |         |                          |       |
| 28. | Sans titre (アークエンジェルの旅立ち Archangel's Departure)                 |              |         |                          |       |
| 29. | Sans titre (静かな夜に In the Quiet Night)                                  | Yuki Kajiura |         | Lacus Clyne (Rie Tanaka) |       |
| 30. | Sans titre (再開の約束 Promise of a Reunion)                                |              |         |                          |       |

### Mobile Suit Gundam SEED ORIGINAL SOUNDTRACK II
Mobile Suit Gundam SEED ORIGINAL SOUNDTRACK II est le second album issu de la bande originale de Mobile Suit Gundam SEED.
Catalog Number
VICL-61110
| Liste des pistes |  |
| --- |  |
| 1. Akatsuki no Kage (暁の影, Shadow of the Dawn) 2. Kuuchuu no Shisei (空中姿勢, Stance of the Air) 3. ZAFT no Shinkou (ザフトの侵攻, Zaft's Invasion) 4. Senpuku (潜伏, Ambush) 5. Seijaku no Katsufuji (静寂の葛藤, Conflict of Silence) 6. Bisoku Teitai (微速停滞, Slow Retention) 7. Shutsugeki he no Zenshin (出撃への前進, Advance towards Launching) 8. Tekiki Shuusai (敵機襲来, Raid on the Enemy Aircraft) 9. Kodou (鼓動, Beat) 10. Senjou no Ketsui (戦場の決意, Determination in the Battlefield) 11. Shinnyuu (侵入, Penetration) 12. Kougeki Taisei (攻撃態勢, Attack Mode) 13. Shinkuu no Hadou (真空の波動, Waves of Vacuum) 14. Kanashimi no Hoshi (哀しみの星, Stars of Sadness) 15. Uragiri (裏切り, Betrayal) 16. Heiwa no Inori (平和の祈り, Prayers for Peace) 17. Chifubuki (地地吹雪, Falling Snow) 18. Seisen no Gishin (聖戦の疑心, Suspicion of the Crusade) 19. Suna no Koe (砂の声, Voice of Sand) 20. Sajin no Machi (砂塵の街, City of Dust) 21. Haha Naru Umi (母なる海) 22. Omoi (想い, Feelings) 23. Kodoku (孤独, Solitude) 24. Fushin (不信, Distrust) 25. Kira no Namida (キラの涙, Kira's Tears) 26. Sonzai he no Gimon (存在への疑問, Question of Existence) 27. Chijousen (地上戦, Battle on the Ground) 28. Kawaki no Yume (渇きの夢, Dream of Thirst) 29. Kougeki Kaishi (攻撃開始, Commencement of Attack) 30. Sentou Butai (戦闘部隊, Combat Troops) 31. STRIKE Shutsugeki (STRIKE出撃, STRIKE Launching) 32. Saikai no Yokan (再会の予感, Premonition of Reunion) |  |

### Mobile Suit Gundam SEED ORIGINAL SOUNDTRACK III
Mobile Suit Gundam SEED ORIGINAL SOUNDTRACK III est le troisième album issu de la bande originale de Mobile Suit Gundam SEED.
Catalog Number
VICL-61196
| Liste des pistes |  |
| --- |  |
| 1. Seigi to Jiyuu (正義と自由, Justice and Freedom) 2. Yuukouda Geki (有効打撃, Valid Strike) 3. Sonzai no Ginen (存在の疑念, Suspicion of Existence) 4. Kouhou Shien (後方支援, Support from the Rear) 5. Gekichin Dominion (撃沈ドミニオン, Sinking Dominion) 6. Senkou no Hate ni (閃光の果てに, End of the Flash) 7. Countdown (カウントダウン) 8. Shuumatsu no Yogen (終末の預言, Prophecy of the End) 9. Flay no Shi (フレイの死, Flay's Death) 10. Sekibetsu no Shizuku (惜別の雫, A Drop of Farewell) 11. Keiryaku Sazu (計略地図, Map of the Plan) 12. Tetti Kousen (徹底抗戦, Do-or-Die Resistance) 13. Suishou no Hiiru (出生の秘要, Cost of Birth) 14. Idenshi no Keiji (遺伝子の啓示, Revelation of the Gene) 15. Yurameki no Shinjitsu (揺らめきの真実, Wavering Belief) 16. Freedom Jibaku (フリーダム自爆, Freedom Destruction) (Original: Anna ni Issho Datta no ni) 17. Yuujou no Boueisen (友情の防衛戦, The War to Protect Friendship) 18. Shutsugeki Meirei (出撃命令, Order of Launching) 19. Yuujyou no Keiyaku (友情の契約, Contract of Friendship) 20. Aku no San Heiki (悪の3兵器, Three Evil Weapons) 21. Kodoku no Senretsu (孤独の旋律, Melody of Solitude) 22. Itsuwari no Yuujou (偽りの友情, False Frienship) 23. Itsuka no Kisetsu (いつかの季節, Someday's Season) 24. Sakuryaku no Keizu (策略の系図, Genealogy of Schemes) 25. Rikusen no Hate ni (陸戦の果てに, At the end of the Battle on the Ground) 26. Shizuka Naru no Hansan (静かなる反乱, Rebellion of Quietness) 27. Mirai he no Chikai (未来への誓い, Oath of Future) 28. Tobe! Freedom (翔べ! フリーダム, Fly! Freedom) 29. Anna ni Issho Datta no ni (TV 1st ending EDIT) (あんなに一緒だったのに (TV 1st ending EDIT)) par See-Saw 30. INVOKE (TV opening version) (INVOKE -インヴォーク- (TV opening version)) par T.M.Revolution |  |

### Mobile Suit Gundam SEED ORIGINAL SOUNDTRACK IV
Mobile Suit Gundam SEED ORIGINAL SOUNDTRACK IV est le dernier album issu de la bande originale de Mobile Suit Gundam SEED.
Catalog Number
VICL-61500
| Liste des pistes |  |
| --- |  |
| 1. INVOKE (TV opening version) (INVOKE -インヴォーク- (TV opening version)) par T.M.Revolution 2. Shizuka Naru Yoake (静かなる夜明け) 3. Tachiagare! Okori yo (立ち上がれ! 怒りよ) 4. Senkai Senjutsu (旋回戦術) 5. moment ~TV edit~ par Vivian or Kazuma 6. Kira no Shukudai (キラの宿題) 7. Athrun no Yuutsu (アスランの憂鬱) 8. Jukuu no Tobira (時空の扉) 9. Yureru Daichi no Hate (揺れる大地の果て) 10. Anna ni Issho Datta no ni (TV ending version) (あんなに一緒だったのに (TV ending version)) par See-Saw 11. Sameru Kokoro (覚める心) 12. Ikinokori he no Sentaku (生き残りへの選択) 13. Saikisen (再起戦) 14. Believe (GUNDAM SEED Version) par Nami Tamaki 15. Fushin to Namida to (不信と涙と) 16. Kanata, Furu Hoshi no Gotoku (彼方、降る星のごとく) 17. Akumu no Tsudzuki (悪夢の続き) 18. Eyecatch 1 (アイキャッチ1) 19. Eyecatch 2 (アイキャッチ2) 20. Yasashii Manazashi (優しい眼差し) 21. Tomo he no Omoi (友への想い) 22. Heiwa he no Negai (平和への願い) 23. Zenbou no Fuchi (絶望の淵) 24. Kira no Kodoku (キラの孤独) 25. RIVER (GUNDAM SEED Version) par Tatsuya Ishii 26. Majiwaranai Senritsu (交わらない旋律) 27. Hikari wo Sagashite (光を探して) 28. Shinkuu no Sadame (真空のさだめ) 29. Yoake no Koukou (夜明けの航行) 30. Realize (GUNDAM SEED OPENING Ver.) par Nami Tamaki 31. Sabaku no Kiba (砂漠の牙) 32. Sagaishin (猜疑心) 33. Kotae wo Sagashite (答えを探して) 34. Hoshi no Tsudzuku Michi (星の続く路) 35. Find the way (TV mix) par Mika Nakashima |  |

### Mobile Suit Gundam SEED DESTINY ORIGINAL SOUNDTRACK I
Mobile Suit Gundam SEED DESTINY ORIGINAL SOUNDTRACK I est le premier album issu de la bande originale de Gundam Seed Destiny.
Catalog Number
VICL-61555
Toute la musique est composée par Toshihiko Sahashi excepté "Fields of hope" par Yuki Kajiura..
| No  | Titre                                                            | Paroles | Durée |
| --- | ---------------------------------------------------------------- | ------- | ----- |
| 1.  | Sans titre (運命の扉, Door of Destiny)                           |         |       |
| 3.  | Sans titre (停戦の果てに・・・, In the end of the cease-fire...) |         |       |
| 5.  | Sans titre (静けさの刻, Instant of Peace)                        |         |       |
| 6.  | Sans titre (艦隊出現, The fleets appear)                         |         |       |
| 7.  | Sans titre (惨劇の大地, Ground of Tragedy)                       |         |       |
| 8.  | Sans titre (言葉なくして, Without words)                         |         |       |
| 11. | Sans titre (ミッション開始, Mission Starts)                      |         |       |
| 12. | Sans titre (闇の追跡, Tracking of Darkness)                      |         |       |
| 13. | Sans titre (戦火の16歳, 16 years of wars)                        |         |       |
| 14. | Sans titre (芽生えた怒り, Grew Angry)                            |         |       |
| 15. | Sans titre (新たな闇, New Darkness)                              |         |       |
| 16. | Sans titre (妖気と微笑み, Dark Aura and Smile)                   |         |       |
| 17. | Sans titre (揺らぐ意識の中で, Inside the shaking will)           |         |       |
| 18. | Sans titre (能力と死と,Good or Death)                            |         |       |
| 19. | Sans titre (アスランの不安, Athrun's worry)                      |         |       |
| 20. | Sans titre (憎しみあればこそ, Possible Hatred)                   |         |       |
| 21. | Sans titre (謎の霧, Mysterious Mist)                             |         |       |
| 22. | Sans titre (一瞬の戦慄, Melody of Moment)                        |         |       |
| 23. | Sans titre (COLONY ～迫る陰謀, Conspiracy gets close)            |         |       |
| 24. | Sans titre (COLONY ～絶体絶命, Certain Death)                    |         |       |
| 25. | Sans titre (COLONY ～悲哀交錯, Mixture of Sorrow)                |         |       |
| 26. | Sans titre (夢見る少女に・・・, Dream girl)                      |         |       |
| 29. | Sans titre (~piano version)                                      |         |       |
| 30. | Sans titre (明日への橋, Bridge to Tomorrow)                      |         |       |

### Mobile Suit Gundam SEED DESTINY ORIGINAL SOUNDTRACK II
Mobile Suit Gundam SEED DESTINY ORIGINAL SOUNDTRACK II est le second album issu de la bande originale de Gundam Seed Destiny.
Catalog Number
VICL-61600
| Liste des pistes |  |
| --- |  |
| 1. Shutsugeki! Impulse (出撃! インパルス) 2. Hajimari ga Yue (始まりが故) 3. Kaisen Zen'ya (開戦前夜) 4. Misenai Kokoro (見せない心) 5. Senka no Kizuato (戦禍の傷痕) 6. Kantai Shiki (艦隊指揮) 7. Kakushitsu no Sukima (確執の隙間) 8. Kizutsuita Ashiato (傷ついた足跡) 9. Shikkoku no Kuukan (漆黒の空間) 10. Senkyou Henka (戦況変化) 11. Koerarenu Kabe (超えられぬ壁) 12. Nayami Kurashimi... (悩み苦しみ・・・) 13. Sakebi to Okori no Mukukata he (叫びと怒りの向く方へ) 14. Kakusei Shinn Asuka (覚醒シン・アスカ) 15. Yuuwaku (誘惑) 16. Backpack Kansou (バックパック換装) 17. Fuon na Kotoba (不穏な言葉) 18. Touketsu no Iki (凍結の息) 19. Shizuka Naru Toki (静かなる刻) 20. Risou Yuudou (理想誘導) 21. Umi to Sora to Kaze to (海と空と風と) 22. Shinjireba Koso (信じればこそ) 23. Heiwa he no Inori (平和への祈り) 24. Mienai Kotae (見えない答え) 25. Shinkeisen (神経戦) 26. Senryaku Shinten Sezu (戦略進展せず) 27. Shinkai no Kodoku (深海の孤独; The Sea's Loneliness) par Houko Kuwashima |  |

### Mobile Suit Gundam SEED DESTINY ORIGINAL SOUNDTRACK III
Mobile Suit Gundam SEED DESTINY ORIGINAL SOUNDTRACK III est le troisième album issu de la bande originale de Gundam Seed Destiny.
Catalog Number
VICL-61610
| Liste des pistes |  |
| --- |  |
| 1. Aratanaru Chikara to Seigi (新たなる力と正義) 2. Kira, Sono Kokoro no Mama ni (キラ、その心のままに) 3. Akuma no Keiyaku (悪魔の契約) 4. Hi no Shizumu Kiza (陽の沈む刻) 5. Kantai Kousen (戦艦交戦) 6. Kiei Nashi... (機影なし・・・) 7. Dassou (脱走) 8. Kyouki no Hate (狂気の果て) 9. Bousou (暴走) 10. Hakai to Zetsubou (破壊と絶望) 11. Shuunen no Ichigeki (執念の一撃) 12. Yaiba no Saki (刃の先) 13. Kyuusoku Senkou (急速潜行) 14. Yuuki no Kakkuu (勇気の滑空) 15. Shizuka Naru Ikari (静かなる怒り) 16. Fukushuu ~Freedom Gekiha (復讐 ～フリーダム撃破) 17. Stellar no Kizu (ステラの傷) 18. Wakare no Kioku (前を向いて) 19. Shinkai no Namida (深海の涙) 20. Eyecatch (アイキャッチ) 21. Jiken Yousai (実験要塞) 22. Juugeki Ame (銃撃雨) 23. Ansatsu Butai (暗殺部隊) 24. Kanashimi no Stellar (哀しみのステラ) 25. Nageki no Uta (嘆きの詩) 26. Wakare no Kioku (別れの記憶) 27. Kira ~Ai no Theme (キラ ～愛のテーマ) 28. Tabidachi no Asa (旅立ちの朝) 29. Fuwaku no Konrei (不惑の婚礼) 30. Kaze no Kodou (風の鼓動) 31. Kimi to Boku, Todokanu Omoi (君と僕、届かぬ想い) 32. Archangel Fujou (アークエンジェル浮上) 33. Saber Shutsugeki (セイバー出撃) 34. Chichi no Kage (父の影) 35. Konran no Ato... (混乱の後・・・) 36. Saikai no Yuuki (再会の勇気) |  |

### Mobile Suit Gundam SEED DESTINY ORIGINAL SOUNDTRACK IV
Mobile Suit Gundam SEED DESTINY ORIGINAL SOUNDTRACK IV est le dernier album issu de la bande originale de Gundam Seed Destiny.
Catalog Number
VICL-61791
| Liste des pistes |  |
| --- |  |
| 1. Saigo no Seisen ~Ikari (最後の征戦 ～怒り) 2. Saigo no Seisen ~Kasumu Sora no Hate (最後の征戦 ～霞む空の果て) 3. Saigo no Seisen ~Ken no Saki, Fuan to Namida (最後の征戦 ～剣の先、不安と涙) 4. Sakebi to Gekitetsu (叫びと撃鉄) 5. Kira, Sono Mezame to Ketsui (キラ、その目覚めと決意) 6. Oogantai Saigo no Tatakai (大艦隊最後の戦い) 7. Hikari to Kage (光と陰) 8. Kotoba no Oku ni... (言葉の奥に・・・) 9. Kuroi Hadou (黒い波動) 10. Kusen (苦戦) 11. Kokuchi (告知) 12. Fushigi na Deai (不思議な出会い) 13. Shuumatsu no Anji (終末の暗示) 14. Kanashiki Kako (哀しき過去) 15. Futatsu no Bokan ~Souzetsu (二つの母艦 ～壮絶) 16. Futatsu no Bokan ~Shinnen (二つの母艦 ～信念) 17. Itsuwari no Ai (偽りの愛) 18. Shinrai (信頼) 19. Yuragu Shisen to Kako (揺らぐ視線と過去) 20. Shi wo Utsusu Kagami no Joudou (死を映す鏡の情動) 21. Hametsu wo Shiranu Futari (破滅を知らぬ二人) 22. Nakushita Kioku (亡くした記憶) 23. Tachikirenu Ai (断ち切れぬ愛) 24. Omokage (面影) 25. Saikai to Ketsubetsu (再会と決別) 26. Shinnen no Michibiki (信念の導き) 27. Inbou (陰謀) 28. Atarashiki Sekai he ~Shougeki (新しき世界へ ～衝撃) 29. Atarashiki Sekai he ~Seigi (新しき世界へ ～正義) 30. Atarashiki Sekai he ~Jiyuu (新しき世界へ ～自由) |  |

## Génériques de début

### INVOKE
INVOKE est le 20e single sorti par T.M.Revolution. La chanson "INVOKE" a été utilisé comme premier générique de début de Mobile Suit Gundam SEED de PHASE-01 à 13.
Catalog Number
ESCL-9090
Liste des pistes
1. INVOKE
2. Pied Piper
3. INVOKE (phase shift armoured version)
4. INVOKE (instrumental)

Charts
| Classement            | meilleure position | Ventes  |
| --------------------- | ------------------ | ------- |
| Oricon Weekly Singles | #2                 | 247,000 |

### moment
moment est un duo de Vivian Hsu et Kazuma Endō sous le nom Vivian or Kazuma. La chanson "moment" a été utilisée comme second générique de début de Mobile Suit Gundam SEED de PHASE-14 à 26.
Toutes les paroles sont écrites par Vivian or Kazuma.
| 1. | Sans titre (Gundam Seed second opening theme song) | Akio Dobashi |  |

Charts
| Classement            | meilleure position | Ventes  |
| --------------------- | ------------------ | ------- |
| Oricon Weekly Singles | #5                 | 121,488 |

### moment remixes
moment remixes comprend des remix et une version instrumentale de la chanson "moment" par Vivian or Kazuma.
Catalog Number
SECL-108
Liste des pistes
1. moment (B4 ZA BEAT Remix)
2. moment (CRUDE REALITY Remix)
3. moment (Sawasaki Yosihiro! Remix) (moment (サワサキヨシヒロ! Remix)?)
4. moment (MAF Remix)
5. moment (INSTRUMENTAL)

### Believe
Believe est le premier single de Nami Tamaki. La chanson "Believe" a été utilisée comme le troisième générique de début de Mobile Suit Gundam SEED de PHASE-27 à 40.
Catalog Number
SRCL-6084
Liste des pistes
1. Believe
2. Complete
3. Can you feel my love
4. Believe -Instrumental-

Charts
| Classement            | meilleure position | Ventes  |
| --------------------- | ------------------ | ------- |
| Oricon Weekly Singles | #5                 | 194,167 |

### Believe Reproduction ~GUNDAM SEED EDITION~
Believe Reproduction ~GUNDAM SEED EDITION~ comprend les remix de la chanson "Believe" par Nami Tamaki.
Catalog Number
SRCL-6085
Liste des pistes
1. Believe -Evidence01 Mix-
2. Believe -FREEDOM G CONTROL MIX
3. Final Memory
4. Final Memory -happy hardcore mix-

### Realize
Realize est le second single de Nami Tamaki. La chanson "Realize" a été utilisée comme dernier générique de début de Mobile Suit Gundam SEED de PHASE-41 à 50.
Catalog Number
SRCL-6088
Liste des pistes
1. Realize
2. Hot summer day
3. Ashita no Kimi (明日の君, You of Tomorrow?)
4. Realize -Instrumental-

Charts
| Classement            | meilleure position | Ventes  |
| --------------------- | ------------------ | ------- |
| Oricon Weekly Singles | #3                 | 157,190 |

### Realize Reproduction ~GUNDAM SEED EDITION~
Realize Reproduction ~GUNDAM SEED EDITION~ comprend les remix de la chanson "Realize" par Nami Tamaki.
Catalog Number
SRCL-6091
Liste des pistes
1. Realize -KZ Strictly Uptempo Mix-
2. Realize -fly in to the Universe Mix-
3. Long Way Behind
4. Realize -GUNDAM SEED OPENING Ver.-

### ignited
ignited est le 23e single sorti par T.M.Revolution. La chanson "ignited" a été utilisée comme premier générique de début de Gundam Seed Destiny de PHASE-01 à 13.
Catalog Number
ESCL-2598
Liste des pistes
1. ignited (ignited -イグナイテッド-?)
2. Mugen no Ark (夢幻の孤光, Ark of Illusion?)

Charts
| Classement            | meilleure position | Ventes  |
| --------------------- | ------------------ | ------- |
| Oricon Weekly Singles | #1                 | 161,324 |

### PRIDE
PRIDE est le premier single de HIGH and MIGHTY COLOR. La chanson "PRIDE" a été utilisée comme second générique de début de Gundam Seed Destiny de PHASE-14 à 24 & EDITED.
Catalog Number
SECL-140
Liste des pistes
1. PRIDE
2. Hikaru Kakera (光るカケラ, Fragments of Light?)
3. all alone
4. PRIDE (Instrumental)

Charts
| Classement            | meilleure position | Ventes  |
| --------------------- | ------------------ | ------- |
| Oricon Weekly Singles | #2                 | 223,208 |

### PRIDE Remix
PRIDE Remix comprend les remix de "PRIDE" par HIGH and MIGHTY COLOR.
Catalog Number
SECL-157
Liste des pistes
1. PRIDE ~Nu school of mixture mix~
2. PRIDE ~R&B norishiromix~
3. PRIDE ~HΛL's MIX 2005~
4. PRIDE ~D.D.INOReMIX~
5. PRIDE ~Real Latin Players mix~
6. PRIDE ~"Phantom pain" norishirobreakmegamix~

Charts
Charts
| Classement            | meilleure position | Ventes |
| --------------------- | ------------------ | ------ |
| Oricon Weekly Singles | #20                | 18,527 |

### Bokutachi no Yukue
Bokutachi no Yukue est le premier single de Hitomi Takahashi. La chanson "Bokutachi no Yukue" a été utilisée comme troisième générique de début de Gundam Seed Destiny de PHASE-25 à 37.
Catalog Number
SRCL-5900
Liste des pistes
1. Bokutachi no Yukue (僕たちの行方, Our Whereabouts?)
2. Kaze no Kirin (風のキリン, Wind Giraffe?)
3. Melody (メロディ?)
4. Bokutachi no Yukue -Instrumental-

Charts
| Classement            | meilleure position | Ventes  |
| --------------------- | ------------------ | ------- |
| Oricon Weekly Singles | #1                 | 135,898 |

### Wings of Words
Wings of Words est le 15e single de Chemistry, ce single a été publié en deux formats avec des pistes différentes. La chanson "Wings of Words" a été utilisée comme dernier générique de début de Gundam Seed Destiny de PHASE-38 à 50,.
Catalog Number
DFCL-1211 (Limited Edition)
DFCL-1212 (Regular Edition)
Limited edition Track listing
1. Wings of Words
2. Washi wo Shimin Kyuujou ni Tsuretette. (わしを市民球場に連れてって。?)
3. BUGSY NIGHT feat. DABO
4. Change The World

Regular edition Track listing
1. Wings of Words
2. Change The World
3. Wings of Words (alas de palabras)
4. Wings of Words (instrumental)

Charts
| Classement            | meilleure position | Ventes  |
| --------------------- | ------------------ | ------- |
| Oricon Weekly Singles | #2                 | 140,969 |

## Génériques de fin

### Anna ni Issho Datta no ni
Anna ni Issho Datta no ni est le 9e single sorti par See-Saw. La chanson Anna ni Issho Datta no ni a été utilisée comme premier générique de fin de Mobile Suit Gundam SEED, de PHASE-01 à 26.
Catalog Number
VICL-35440
Liste des pistes
1. Anna ni Issho Datta no ni (あんなに一緒だったのに, Although We Were Always Together?)
2. Tsuki Hitotsu (月ひとつ, One Moon?)
3. Anna ni Issho Datta no ni (Karaoke)
4. Tsuki Hitotsu (Karaoke)

Charts
| Classement            | meilleure position | Ventes  |
| --------------------- | ------------------ | ------- |
| Oricon Weekly Singles | #5                 | 173,894 |

### RIVER
RIVER / Mizuiro no Ame est le 12e single sortie par Tatsuya Ishii. La chanson "RIVER" a été utilisée comme second générique de fin de Mobile Suit Gundam SEED, de PHASE-27 à 39.
Catalog Number
SRCL-6082
Liste des pistes
1. RIVER
2. Mizuiro no Ame (みずいろの雨, Water-Colored Rain?)

Charts
| Classement            | meilleure position | Ventes |
| --------------------- | ------------------ | ------ |
| Oricon Weekly Singles | #40                | 14,445 |

### River ~gundam seed edition~
RIVER ~GUNDAM SEED EDITION~ comprend les remix et une version instrumentale de la chanson "RIVER" par Tatsuya Ishii.
Catalog Number
SRCL-6086
Liste des pistes
1. RIVER
2. RIVER ~remix~
3. RIVER ~piano instrumental~
4. RIVER ~backtracks~

Charts
| Classement            | meilleure position | Ventes |
| --------------------- | ------------------ | ------ |
| Oricon Weekly Singles | #22                | 29,502 |

### Find the way
FIND THE WAY est le 9e single sorti par Mika Nakashima. La chanson "FIND THE WAY" a été utilisée comme dernier générique de fin de Mobile Suit Gundam SEED, de PHASE-40 à 50.
Catalog Number
AICL-1676
Liste des pistes
1. Find the way
2. Find the way (Instrumental)
3. Seppun (at-tica remix) (接吻, Kiss?)
4. Find the way (jamaals manatee mix par the orb)

Charts
| Classement            | meilleure position | Ventes  |
| --------------------- | ------------------ | ------- |
| Oricon Weekly Singles | #4                 | 124,489 |

### Reason
Reason est le 6e single sorti par Nami Tamaki. La chanson "Reason" a été utilisée comme premier générique de fin de Gundam Seed Destiny, de PHASE-01 à 13.
Catalog Number
SRCL-5826
Liste des pistes
1. Reason
2. Promised Land
3. Truth
4. Reason -Instrumental-

Charts
| Classement            | meilleure position | Ventes  |
| --------------------- | ------------------ | ------- |
| Oricon Weekly Singles | #2                 | 178,580 |

### Life Goes On
Life Goes On est l e11e single sorti par Mika Arisaka. La chanson "Life Goes On" a été utilisée comme second générique de fin de Gundam Seed Destiny, de PHASE-14 à 25 & EDITED.
Catalog Number
VICL-35755
Liste des pistes
1. Life Goes On
2. Toki no Sabaku (時の砂漠, Desert of Time?)
3. Life Goes On (Original Karaoke)
4. Toki no Sabaku (Original Karaoke)

Charts
| Classement            | meilleure position | Ventes  |
| --------------------- | ------------------ | ------- |
| Oricon Weekly Singles | #4                 | 119,841 |

### I Wanna Go to a Place...
I Wanna Go to a Place... est le 3e single sorti par Rie fu. La chanson "I Wanna Go to a Place..." a été utilisée comme troisième générique de fin de Gundam Seed Destiny, de PHASE-26 à 37, dans PHASE-28 et 32, la version anglaise a remplacé la version japonaise.
Catalog Number
QQCL-5
Liste des pistes
1. I Wanna Go to a Place...
2. They Always Talk About
3. I So Wanted (English Version)

Charts
| Classement            | meilleure position | Ventes |
| --------------------- | ------------------ | ------ |
| Oricon Weekly Singles | #5                 | 65,915 |

### Kimi wa Boku ni Niteiru
Singles de See-Saw
Kimi ga Ita Monogatari / Emerald Green
(2003)
Kimi wa Boku ni Niteiru est le 11e single sorti par See-Saw. La chanson "Kimi wa Boku ni Niteiru" a été utilisée comme dernier générique de fin de Gundam Seed Destiny, de PHASE-38 à 50, Final Plus et Mobile Suit Gundam SEED Destiny: Special Edition IV - The Cost of Freedom.
Catalog Number
VICL-35800
Liste des pistes
1. Kimi wa Boku ni Niteiru (君は僕に似ている, You Resemble Me?)
2. Seijaku wa Headphone no Naka (静寂はヘッドフォンの中, Silence in the Headphone?)
3. Kimi wa Boku ni Niteiru [without vocal]
4. Seijaku wa Headphone no Naka [without vocal]

Charts
| Classement            | meilleure position | Ventes  |
| --------------------- | ------------------ | ------- |
| Oricon Weekly Singles | #4                 | 156,172 |

### Result
Result est le 11e single sorti par Nami Tamaki. La chanson "Result" a été utilisée comme générique de fin de Mobile Suit Gundam SEED DESTINY Special Edition I - The Broken World.
Catalog Number
SRCL-6258
Liste des pistes
1. Result
2. Making the pride
3. Stay Gold
4. Result -Instrumental-

Charts
| Classement            | meilleure position | Ventes |
| --------------------- | ------------------ | ------ |
| Oricon Weekly Singles | #5                 | 36,464 |

### tears
tears est le 3e single sorti par Lisa Komine sous le nom de scène lisa. La chanson "tears" a été utilisée comme générique de fin de Mobile Suit Gundam SEED DESTINY Special Edition II - Respective Swords.
Catalog Number
VICL-36163
Liste des pistes
1. tears ~full version
2. tears ~tsubura mix
3. tears ~for you
4. tears ~memories
5. tears ~tv version
6. tears ~original karaoke

Charts
| Classement            | meilleure position | Ventes |
| --------------------- | ------------------ | ------ |
| Oricon Weekly Singles | #21                | 14,461 |

### Enrai ~Tooku ni Aru Akari~
Enrai ~Tooku ni Aru Akari~ est le 8e single sorti par HIGH and MIGHTY COLOR. La chanson "Enrai ~Tooku ni Aru Akari~" a été utilisée comme générique de fin de Mobile Suit Gundam SEED DESTINY Special Edition III - The Hellfire of Destiny.
Catalog Number
SECL-436
Liste des pistes
1. Enrai ~Tooku ni Aru Akari~ (遠雷～遠くにある明かり～, Distant Thunder ~A Far Off Light~?)
2. Kaerimichi no Orange (帰り道のオレンジ, The Return Trip's Orange?)
3. Enrai ~Tooku ni Aru Akari~ (Less Vocal Track)

Charts
| Classement            | meilleure position | Ventes |
| --------------------- | ------------------ | ------ |
| Oricon Weekly Singles | #15                | 23,742 |

### STARGAZER ~Hoshi no Tobira
STARGAZER ~Hoshi no Tobira est le premier single sorti par Satori Negishi. La chanson "STARGAZER ~Hoshi no Tobira" a été utilisée comme générique de fin de Mobile Suit Gundam SEED C.E. 73: STARGAZER.
Catalog Number
VICL-36154
Liste des pistes
1. STARGAZER ~Hoshi no Tobira (STARGAZER ～星の扉, Door of the Stars?)
2. Mikadzuki no Puzzle (三日月のパズル, Puzzle of the Crescent Moon?)
3. STARGAZER ~Hoshi no Tobira (Original Karaoke)
4. Mikadzuki no Puzzle (Original Karaoke)

## Insert Songs

### Akatsuki no Kuruma
Akatsuki no Kuruma est le 3e single sorti par FictionJunction Yuuka. La chanson "Akatsuki no Kuruma" a été utilisée pour Mobile Suit Gundam SEED dans PHASE-24, 32 & 40.
Catalog Number
VICL-35715
Liste des pistes
1. Akatsuki no Kuruma (暁の車, Wheels of the Dawn?)
2. Akatsuki no Kuruma ~piano version
3. Akatsuki no Kuruma ~acoustic version
4. Akatsuki no Kuruma ~without vocal

Charts
| Classement            | meilleure position | Ventes  |
| --------------------- | ------------------ | ------- |
| Oricon Weekly Singles | #10                | 109,777 |

### Honoh no Tobira
Honoh no Tobira est le 4e single sorti par FictionJunction Yuuka. La chanson "Honoo no Tobira" a été utilisée pour Gundam Seed Destiny dans PHASE-40.
Catalog Number
VICL-35883
Liste des pistes
1. Honoh no Tobira (焔の扉, Door of Flames?)
2. Honoh no Tobira: hearty edition
3. Honoh no Tobira: instrumental edition
4. Honoh no Tobira (Original Karaoke)

Charts
| Classement            | meilleure position | Ventes |
| --------------------- | ------------------ | ------ |
| Oricon Weekly Singles | #5                 | 97,179 |

### vestige
vestige est le 24e single sorti par T.M.Revolution. La chanson "vestige" a été utilisée pour Gundam Seed Destiny dans PHASE-39, 41, 42 & 49 ainsi que comme générique de début de Mobile Suit Gundam SEED DESTINY Final Plus: The Chosen Future.
Catalog Number
ESCL-2667
Liste des pistes
1. vestige (vestige -ヴェスティージ-?)
2. crosswise

Charts
| Classement            | meilleure position | Ventes  |
| --------------------- | ------------------ | ------- |
| Oricon Weekly Singles | #1                 | 176,028 |

## Complete Best Albums

### Mobile Suit Gundam SEED COMPLETE BEST
Mobile Suit Gundam SEED COMPLETE BEST est la compilation regroupant les génériques de début et de fin de la série Mobile Suit Gundam SEED ainsi que la chanson "Meteor".
Catalog Number
AICL-1489~90 (CD+DVD Limited Edition)
AICL-1506 (CD Only Regular Edition)
Liste des pistes
1. INVOKE par T.M.Revolution
2. Anna ni Issho Datta no ni par See-Saw (Limited Edition Bonus Track)
3. moment par Vivian or Kazuma
4. Believe par Nami Tamaki
5. RIVER par Tatsuya Ishii
6. Realize par Nami Tamaki
7. FIND THE WAY par Mika Nakashima
8. Meteor par T.M.Revolution
9. INVOKE <phase shift armoured version> par T.M.Revolution
10. moment <B4 ZA BEAT Remix> par Vivian or Kazuma
11. Believe -FREEDOM G CONTROL MIX- par Nami Tamaki
12. RIVER ~remix~ par Tatsuya Ishii
13. Realize -EVERLASTING MIX- par Nami Tamaki

Charts
| Classement           | meilleure position | Ventes  |
| -------------------- | ------------------ | ------- |
| Oricon Weekly Albums | #2                 | 342,307 |

### Mobile Suit Gundam SEED DESTINY COMPLETE BEST
Mobile Suit Gundam SEED DESTINY COMPLETE BEST est la compilation regroupant les génériques de début et de fin de la série Gundam Seed Destiny ainsi que les chansons "Meteor" et "vestige".
Catalog Number
SMCL-111~2 (CD+DVD Limited Edition)
SMCL-113 (CD Only Regular Edition)
Liste des pistes
1. ignited par T.M.Revolution
2. Reason par Nami Tamaki
3. PRIDE par HIGH and MIGHTY COLOR
4. Life Goes On par Mika Arisaka
5. Bokutachi no Yukue par Hitomi Takahashi
6. I Wanna Go To A Place... par Rie fu
7. Wings of Words par Chemistry
8. Kimi wa Boku ni Niteiru par See-Saw
9. Meteor par T.M.Revolution
10. vestige par T.M.Revolution
11. Reason -NYLON Stay Cool Mix- par Nami Tamaki
12. PRIDE ~"Phantom pain" norishirobreakmegamix~ par HIGH and MIGHTY COLOR
13. Wings of Words (alas de palabras) par Chemistry

Charts
| Classement           | meilleure position | Ventes  |
| -------------------- | ------------------ | ------- |
| Oricon Weekly Albums | #1                 | 351,251 |

### Mobile Suit Gundam SEED ~ SEED DESTINY BEST "THE BRIDGE" Across the Songs from GUNDAM SEED & SEED DESTINY
Mobile Suit Gundam SEED ~ SEED DESTINY BEST "THE BRIDGE" Across the Songs from GUNDAM SEED & SEED DESTINY est la compilation des génériques de fin, insert song et character songs de Mobile Suit Gundam SEED et Gundam Seed Destiny.
Catalog Number
VICL-62050~1
CD1 Track listing
1. Anna ni Issho Datta no ni par See-Saw
2. Life Goes On par Mika Arisaka
3. Akatsuki no Kuruma piano supplement version par FictionJunction Yuuka
4. Shinkai no Kodoku par Houko Kuwashima
5. Honoh no Tobira par FictionJunction Yuuka
6. tears ~full version par lisa
7. Kimi wa Boku ni Niteiru par See-Saw
8. ORIGINAL SOUNDEFFECT TRACK ~MEMORY~ par Toshihiko Sahashi
9. Anna ni Issho Datta no ni 2006 par See-Saw

CD2 Track listing
1. Ima Kono Shunkan ga Subete par Sōichirō Hoshi dans le rôle de Kira Yamato
2. Shizuka na Yoru ni par Rie Tanaka dans le rôle de Lacus Clyne
3. Precious Rose par Naomi Shindō dans le rôle de Cagalli Yula Athha
4. Shoot par Tomokazu Seki dans le rôle de Yzak Joule
5. Nicol no Piano "Namida no Theme" par Shinji Kakijima
6. Mizu no Akashi par Rie Tanaka dans le rôle de Lacus Clyne
7. Primal Innocence ~Bridge version par Kenichi Suzumura dans le rôle de Shinn Asuka
8. Eden of necessity par Junichi Suwabe dans le rôle de Sting Oakley
9. Pale repetition par Masakazu Morita dans le rôle de Auel Neider
10. Quiet Night C.E. 73 par Rie Tanaka dans le rôle de Meer Campbell
11. EMOTION par Rie Tanaka dans le rôle de Meer Campbell
12. REY ZA BURREL'S PIANO "Omokage" par Shinji Kakijima
13. Please par Fumiko Orikasa dans le rôle de Meyrin Hawke and Megumi Toyoguchi dans le rôle de Miriallia Haww
14. Fields of hope par Rie Tanaka dans le rôle de Lacus Clyne
15. TOMORROW par Sōichirō Hoshi dans le rôle de Kira Yamato

Charts
| Classement           | meilleure position | Ventes |
| -------------------- | ------------------ | ------ |
| Oricon Weekly Albums | #14                | 67,178 |

## Symphony Suit Albums

### Symphony SEED -Symphonic Suit Mobile Suit Gundam SEED-
Symphony SEED -Symphonic Suit Mobile Suit Gundam SEED- est un album de collaboration entre les musiques de Mobile Suit Gundam SEED et l'Orchestre symphonique de Londres.
Catalog Number
VICL-61400
Liste des pistes
1. Opening - Chapter 1: Aoki Umi ni Midare no Yokan (Opening　第一章　蒼き海に乱れの予感?)
2. Suspense - Chapter 2: Shinobi Kuru Kaze no Hamon (Suspense　第二章　忍びくる風の波紋?)
3. Take off - Chapter 3: Ooinaru Yuushi no Kodou (Take off　第三章　大いなる勇士の鼓動?)
4. Memory - Chapter 4: Itoshimi no Senritsu no Kanata (Memory　第四章　愛しみの旋律の彼方?)
5. Zafuto - Chapter 5: Seigi Toiu Na no Akai Kawa (Zafuto　第五章　正義という名の赤い河?)
6. Death - Chapter 6: Kanashimi no Kienu Sekai (Death　第六章　哀しみの消えぬ世界で?)
7. Gundam - Chapter 7: Yureru Kokoro to Chikai no Kizuna (Gundam　第七章　揺れる心と誓いの絆?)
8. The Song - Chapter 8: Anna ni Issho Datta no ni (The Song　第八章　あんなに一緒だったのに?)
9. A Wish - Chapter 9: Shizuka Naru Heiwa no Chou (A Wish　第九章　静かなる平和の調?)
10. Finale - Chapter 10: Tatakai no Hate Todoke Rareta Omoi (Finale　第十章　闘いの果てに届けられた想い?)

### Symphony SEED DESTINY -Symphonic Suit Mobile Suit Gundam SEED DESTINY-
Symphony SEED DESTINY -Symphonic Suit Mobile Suit Gundam SEED DESTINY- est un album de collaboration entre les musiques de Gundam Seed Destiny et l'Orchestre symphonique de Londres.
Catalog Number
VICL-61830
Liste des pistes
1. Opening - Chapter 1: Unmei no Tobira Akareru Koku (Opening　第一章　運命の扉開かれる刻?)
2. Brand New Days - Chapter 2: Shimesareta Sekai to Yakusoku (Brand New Days　第二章　示された世界と約束?)
3. Battle in the Space - Chapter 3: Senka Chiri Saku Shikkoku no Sora (Battle in the Space　第三章　戦火散り咲く漆黒の空?)
4. The Shadow of his mind - Chapter 4 - Seigi de Nurareta Tsumi wo Zaisho (The Shadow of his mind　第四章　正義で塗られた罪の在処?)
5. War - Chapter 5 - Souten ni Yureru Ken to SAkebi (War　第五章　蒼天に揺れる剣と叫び?)
6. SINN ASUKA - Chapter 6 - Kirisakareta Omoi to Kunou no Hitomi (SINN ASUKA　第六章　切り裂かれた想いと苦悩の瞳?)
7. Spaceship MINERVA - Chapter 7 - Soumei Naru Megami no Kan (Spaceship MINERVA　第七章　聡明なる女神の艦?)
8. ORB - Chapter 8 - Ken Naki Tasogare no Daichi (ORB　第八章　剣無き黄昏の大地?)
9. Shyer Soldier - Chapter 9 - Jiyuu to iu Na no Kodoku (Shyer Soldier　第九章　自由という名の孤独?)
10. STELLAR - Chapter 10 - Kanashimi ni Shizumu Setsuna no Yurikagoi (STELLAR　第十章　哀しみに沈む刹那の揺り籠?)
11. After the Glory - Chapter 11 - Mayoeru Tsubasa ni Erabareshi Ashita (After the glory　第十一章　迷える翼に選ばれし明日?)
12. Finale - Chapter 12 - Atarashiki Sekai ga Shiru Konmei no Mirai (Finale　第十二章　新しき世界が知る混迷の未来?)

## Suit CD

### Mobile Suit Gundam SEED SUIT CD vol.1 STRIKE x KIRA YAMATO
Mobile Suit Gundam SEED SUIT CD vol.1 STRIKE x KIRA YAMATO est le premier suit CD de Mobile Suit Gundam SEED, avec les image song de Kira Yamato, interprété par Sōichirō Hoshi.
Catalog Number
VICL-61071
Liste des pistes
1. Ima, Kono Shunkan ga Subete (今、この瞬間がすべて, Now, This is the Moment of Everything?) par Sōichirō Hoshi dans le rôle de Kira Yamato
2. "Torii" ~Kira Yamato Hen (「トリィ」～キラ・ヤマト編, "Birdy" ~Kira Yamato's Stories?) (Suit Mini Drama)
3. Hishou (飛翔, Flight?) par Toshihiko Sahashi
4. Ima, Kono Shunkan ga Subete (Original Karaoke)

### Mobile Suit Gundam SEED SUIT CD vol.2 ATHRUN x CAGALLI
Mobile Suit Gundam SEED SUIT CD vol.2 ATHRUN x CAGALLI est le second suit CD de Mobile Suit Gundam SEED, avec les image songs de Cagalli Yula Athha, interprété par Naomi Shindō.
Catalog Number
VICL-61072
Liste des pistes
1. Precious Rose par Naomi Shindō dans le rôle de Cagalli Yula Athha
2. "Torii" ~Athrun Zala Hen (「トリィ」～アスラン・ザラ編, "Birdy" ~Athrun Zala's Stories?) (Suit Mini Drama)
3. Sakurairo no Kisetsu (桜色の季節, Season of Cherry Blossom Colors?) par Toshihiko Sahashi
4. Anna ni Issho Datta no ni ~Athrun Zala feeling~ (あんなに一緒だったのに, Although We Were Always Together?) par Toshihiko Sahashi
5. Precious Rose (Original Karaoke)

### Mobile Suit Gundam SEED SUIT CD vol.3 LACUS x HARO
Mobile Suit Gundam SEED SUIT CD vol.3 LACUS x HARO est le troisième suit CD de Mobile Suit Gundam SEED, avec la chanson "Mizu no Akashi", insert song dans Phases 36 et 41, ainsi que dans Phase 10 de Gundam SEED Destiny, interprété par Rie Tanaka dans le rôle de Lacus Clyne (et dans SEED Destiny, Meer Campbell).
Catalog Number
VICL-61073
Liste des pistes
1. Mizu no Akashi (水の証, Evidence of Water?) par Rie Tanaka dans le rôle de Lacus Clyne
2. "Haro" (「ハロ」?) (Suit Mini Drama)
3. Arashi no Yokan (嵐の予感, Foreboding of Storm?) par Toshihiko Sahashi
4. Mizu no Akashi (Original Karaoke)

### Mobile Suit Gundam SEED SUIT CD vol.4 MIGUEL x NICOL
Mobile Suit Gundam SEED SUIT CD vol.4 MIGUEL x NICOL est le quatrième suit CD de Mobile Suit Gundam SEED, avec la chanson "Akatsuki no Kuruma", interprétée par FictionJunction Yuuka.
Catalog Number
VICL-61074
Liste des pistes
1. Akatsuki no Kuruma (暁の車, Wheels of the Dawn?) par FictionJunction Yuuka
2. "Creuset Tai ~1. Sempai" (「クルーゼ隊～1.先輩」, "Creuset Team ~1. Senior"?) (Suit Mini Drama)
3. Namida no Theme (涙のテーマ, Theme of Tears?) par Shinji Kakijima
4. Midori no Kousen (緑の交戦, Combat of Green?) par Toshihiko Sahashi
5. Akatsuki no Kuruma (Original Karaoke)

### Mobile Suit Gundam SEED SUIT CD vol.5 ATHRUN x YZAK x DEARKA
Mobile Suit Gundam SEED SUIT CD vol.5 ATHRUN x YZAK x DEARKA est le cinquième suit CD de Mobile Suit Gundam SEED, avec l'image song de Yzak Joule, interprété par Tomokazu Seki.
Catalog Number
VICL-61075
Liste des pistes
1. Shoot par Tomokazu Seki dans le rôle de Yzak Joule
2. "Creuset Tai ~2. Rival" (「クルーゼ隊～2.ライバル」」, "Creuset Team ~2. Rival"?) (Suit Mini Drama)
3. Sora no Koe (空の声, Voices of the Sky?) par Toshihiko Sahashi
4. Ginga (銀河, The Milky Way?) par Toshihiko Sahashi
5. Ankoku Keiryaku (暗黒計略, Dark Artifice?) par Toshihiko Sahashi
6. Shinrai no Hanin (信頼の破綻, Failure of Trust?) par Toshihiko Sahashi
7. Kaze no Ishi (風の意思, Intention of the Wind?) par Toshihiko Sahashi
8. Senkyou Houkoku (戦況報告, Report on the State of War?) par Toshihiko Sahashi
9. Shoot (Original Karaoke)

### Mobile Suit Gundam SEED DESTINY SUIT CD vol.6 SHINN ASUKA x DESTINY GUNDAM
Mobile Suit Gundam SEED DESTINY SUIT CD vol.6 SHINN ASUKA x DESTINY GUNDAM est le premier suit CD de Gundam Seed Destiny, avec l'image song de Shinn Asuka, interprété par Kenichi Suzumura.
Catalog Number
VICL-61611
Liste des pistes
1. Primal Innocence  par Kenichi Suzumura dans le rôle de Shinn Asuka
2. "Arcademy Shinkyuu Shiken" (「アカデミー進級試験」, "Academy Exam for Promotion"?) (Suit Mini Drama)
3. Life Goes On TV-Size type1 par Mika Arisaka
4. REY ZA BURREL'S PIANO "Omokage" (面影, Silhouette?) par Shinji Kakijima
5. THEME of MINERVA par Toshihiko Sahashi
6. Primal Innocence (without vocal)

### Mobile Suit Gundam SEED DESTINY SUIT CD vol.7 AUEL NEIDER x STING OAKLEY
Mobile Suit Gundam SEED DESTINY SUIT CD vol.7 AUEL NEIDER x STING OAKLEY est le second suit CD de Gundam Seed Destiny, avec l'image song de Sting Oakley et Auel Neider, interprétés par Junichi Suwabe et Masakazu Morita.
Catalog Number
VICL-61612
Liste des pistes
1. Eden of necessity par Junichi Suwabe dans le rôle de Sting Oakley
2. "Yuujou no Basketball" (「友情のバスケットボール」, "Basketball of Friendship"?) (Suit Mini Drama)
3. Life Goes On TV-Size type2 par Mika Arisaka
4. REY ZA BURREL'S PIANO "Kiseki" (軌跡, Locale?) par Shinji Kakijima
5. ONE DAY par Toshihiko Sahashi
6. Pale repetition par Masakazu Morita dans le rôle de Auel Neider
7. Eden of necessity (without vocal)
8. Pale repetition (without vocal)

### Mobile Suit Gundam SEED DESTINY SUIT CD vol.8 LACUS CLYNE x MEER CAMPBELL
Mobile Suit Gundam SEED DESTINY SUIT CD vol.8 LACUS CLYNE x MEER CAMPBELL est le troisième suit CD de Gundam Seed Destiny, avec l'insert song "Quiet Night C.E.73" et "EMOTION", interprétées par Rie Tanaka dans le rôle de Meer Campbell.
Catalog Number
VICL-61613
Liste des pistes
1. Quiet Night C.E.73 par Rie Tanaka dans le rôle de Meer Campbell
2. "Hisaku" (「秘策」, "Secret Step"?) (Suit Mini Drama)
3. Life Goes On TV-Size type3 par Mika Arisaka
4. EMOTION par Rie Tanaka dans le rôle de Meer Campbell
5. THEME of ARCHANGEL par Toshihiko Sahashi
6. Quiet Night C.E.73 (without vocal)
7. EMOTION (without vocal)

### Mobile Suit Gundam SEED DESTINY SUIT CD vol.9 ATHRUN ZALA x ∞ JUSTICE GUNDAM
Mobile Suit Gundam SEED DESTINY SUIT CD vol.9 ATHRUN ZALA x ∞ JUSTICE GUNDAM est le quatrième suit CD de Gundam Seed Destiny, avec l'image song de Meyrin Hawke et Miriallia Haww, interprétés par Fumiko Orikasa et Megumi Toyoguchi.
Catalog Number
VICL-61614
Liste des pistes
1. Please par Fumiko Orikasa dans le rôle de Meyrin Hawke and Megumi Toyoguchi dans le rôle de Miriallia Haww
2. "Shimai" (「姉妹」, "Sisters"?) (Suit Mini Drama)
3. Kimi wa Boku ni Niteiru TV-Size type1 par See-Saw
4. Mirai (未来, The Future?) par Toshihiko Sahashi
5. Kiseki no Kodou (奇跡の鼓動, Beat of Miracle?) par Toshihiko Sahashi
6. Please (without vocal)

### Mobile Suit Gundam SEED DESTINY SUIT CD vol.10 KIRA YAMATO x STRIKE FREEDOM GUNDAM
Mobile Suit Gundam SEED DESTINY SUIT CD vol.10 KIRA YAMATO x STRIKE FREEDOM GUNDAM est le cinquième suit CD de Gundam Seed Destiny, avec l'image song de Kira Yamato, interprété par Sōichirō Hoshi.
Catalog Number
VICL-61615
Liste des pistes
1. TOMORROW par Sōichirō Hoshi dans le rôle de Kira Yamato
2. "Meinichi" (「命日」, "Death Day"?) (Suit Mini Drama)
3. Kimi wa Boku ni Niteiru TV-Size type2 par See-Saw
4. Nicol no Piano "Haru no Theme" (ニコルのピアノ "春のテーマ", Nicol's Piano "Theme of the Spring"?) par Shinji Kakijima
5. Nicol no Piano "Wakare no Theme" (ニコルのピアノ "別れのテーマ", Nicol's Piano "Theme of Separation"?) par Shinji Kakijima
6. Nicol no Piano "Yūjou no Theme" (ニコルのピアノ "友情のテーマ", Nicol's Piano "Theme of Friendship"?) par Shinji Kakijima
7. Nicol no Piano "Ame no Theme" (ニコルのピアノ "雨のテーマ", Nicol's Piano "Theme of the Rain"?) par Shinji Kakijima
8. TOMORROW (without vocal)

## Autres

### Mobile Suit Gundam SEED & SEED DESTINY Clipping 4 Songs
Mobile Suit Gundam SEED & SEED DESTINY Clipping 4 Songs est un DVD contenant les clips vidéo de quatre chanson de Mobile Suit Gundam SEED et Gundam Seed Destiny.
Catalog Number
VIBF-200
Liste des pistes
1. Life Goes On par Mika Arisaka
2. Kimi wa Boku ni Niteiru par See-Saw
3. Honoh no Tobira par FictionJunction Yuuka
4. Anna ni Issho Datta no ni ~2006 MIX par See-Saw